# Spiggsjön
Spiggsjön är en sjö i Sundsvalls kommun i Medelpad och ingår i Selångersåns huvudavrinningsområde. Sjön är 12,1 meter djup, har en yta på 0,347 kvadratkilometer och befinner sig 261,1 meter över havet.

## Delavrinningsområde
Spiggsjön ingår i det delavrinningsområde (693597-155458) som SMHI kallar för Utloppet av Spiggsjön. Medelhöjden är 289 meter över havet och ytan är 3,72 kvadratkilometer. Det finns inga avrinningsområden uppströms utan avrinningsområdet är högsta punkten. Vattendraget som avvattnar avrinningsområdet har biflödesordning 3, vilket innebär att vattnet flödar genom totalt 3 vattendrag innan det når havet efter 41 kilometer. Avrinningsområdet består mestadels av skog (74 procent). Avrinningsområdet har 0,35 kvadratkilometer vattenytor vilket ger det en sjöprocent på 9,3 procent.